# 피터 뉴

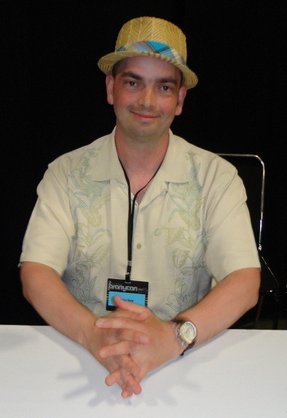

피터 뉴(Peter New, 1971년 10월 30일 ~ )는 캐나다의 성우, 배우이다.
밴쿠버에서 태어났다.

## 출연 작품
- 마이 리틀 포니 : 레인보우 락 (2014년)
- 극장판 마이 리틀 포니: 이퀘스트리아 걸스 (2013년)
- 썬플라워 아워 (2011년)
- 산타 포스를 찾는 모험 (2010년)
- 윔피 키드 (2010년)
- 파르나서스 박사의 상상극장 (2009년)
- 그랜드 캐년의 잃어버린 보물 (2008년)
- 데스 노트 - L: 새로운 시작 (2008년)
- Taming Tammy (2007)
- 블랙 크리스마스 (2006년)
- 킹덤 (2004년)
- 스쿠비 두 2 - 몬스터 대소동 (2004년)
- 주차단속원, 그랜트 파커 (2003년)
- 에이전트 코디 뱅크스 (2003년)
- 총각은 어려워 (2003년)
- 그린메일 (2001년)
- 패스워드 (2001년)

### 텔레비전
- Robson Arms (2007-08)